# Kamyaran
Kāmyārān (in curdo Kamyaran‎; farsi کامیاران) è il capoluogo dello shahrestān di Kamyaran, circoscrizione Centrale, nella provincia iraniana del Kurdistan. Aveva, nel 2006, una popolazione di 46.760 abitanti.
La città si trova al limite meridionale della regione, sulla strada che collega Sanandaj a Kermanshah.